# کله‌سرخ (فیلم)
کله‌سرخ فیلمی به کارگردانی و نویسندگی کریم لک‌زاده محصول سال ۱۳۹۴ در ایران است. کله سرخ در ارتفاعات فیروزکوه فیلم‌برداری شده‌است.

## حضور در جشنواره‌ها
این فیلم که دومین فیلم بلند لک‌زاده‌است، در بخش اصلی شصت و ششمین دوره جشنواره فیلم منهایم آلمان که پس از برلیناله قدیمی‌ترین جشنوارهٔ کشور آلمان است، شرکت داشت.
پوستر فیلم که توسط سعید فروتن و با تکنیک چاپ دستی طراحی شده به مرحلهٔ نهایی دورهٔ هفده‌ام مسابقهٔ بین‌المللی طراحی گرافیک تایوان رسید.

## انتشار
شرکت فرانسوی اِستوریا پخش‌کنندهٔ جهانی فیلم است و اکران فیلم در ایران از ۱۰ آذر ۱۳۹۶ در گروه هنر و تجربه آغاز شده‌است.